# Гао Минь
Гао Минь (кит. упр. 高敏, пиньинь Gāo Mǐn, р.7 сентября 1970) — китайская прыгунья в воду, олимпийская чемпионка и чемпионка мира.
Гао Минь родилась в 1970 году в Цзыгуне провинции Сычуань. В 9 лет начала заниматься прыжками в воду, в 1980 году вошла в сборную провинции, в 1985 — в национальную сборную.
С 1986 по 1992 годы Гао Минь занимала высшие места мировых пьедесталов на соревнованиях по прыжкам в воду: в 1986 году она завоевала золотую медаль чемпионата мира, в 1988 — золотую олимпийскую медаль, в 1990 — две золотые медали Игр доброй воли и три золотые медали Азиатских игр, в 1991 — две золотые медали чемпионата мира, в 1992 опять стала олимпийской чемпионкой.
По окончании спортивной карьеры Гао Минь в 1992 году уехала в США, затем перебралась в Канаду. В 2005 году вернулась в Китай для публикации автобиографии.